# Абруцо
 Тази статия е за региона в Италия.  За националния парк вижте Национален парк „Абруцо, Лацио и Молизе“.  
Абруцо (на италиански: Abruzzo) e един от 20-те региона в Италия.
Има излаз на Адриатическо море на изток и обща граница със следните региони: Марке на север, Лацио на запад и югозапад и Молизе на югоизток. Със своя предимно планински релеф и относителната си изолираност от останалата част от страната, Абруцо остава слаборазвит регион до средата на XX век, когато изграждането на пътни и железопътни връзки през Апенините към Рим дават тласък на икономиката му. През следващите десетилетия регионът е сред най-бързо развиващите се в Италия и днес е център на машиностроенето и морския и зимен туризъм.
Въпреки че се намира в централната част на страната, националният статистически институт на Италия (ISTAT) причислява Абруцо към Южна Италия. Причина за това е принадлежността на региона към Кралството на двете Сицилии в миналото, с която се асоциира Абруцо с Медзоджорно (Южна Италия).

## Население
Численост на населението според преброяванията през годините, по провинции:
|         | 1991      | 2001      | 2011      |
| Общо    | 1 249 054 | 1 262 392 | 1 307 309 |
| Акуила  | 297 838   | 297 424   | 298 343   |
| Киети   | 381 830   | 382 076   | 387 956   |
| Пескара | 289 534   | 295 481   | 314 661   |
| Терамо  | 279 852   | 287 411   | 306 349   |